# Archiv für Begriffsgeschichte
Archiv für Begriffsgeschichte (em português: Arquivo para a História dos conceitos) é uma revista de história e filosofia publicada anualmente desde 1955, quando foi fundada por Erich Rothacker.

## História
A revista científica Archiv für Begriffsgeschichte foi fundada em 1955 pelo filósofo e sociólogo alemão Erich Rothacker, tendo como propósito inicial dar início ao projeto de publicação de um dicionário histórico de filosofia, o Historisches Wörterbuch der Philosophie, idealizado por Rothacker e realizado por Joachim Ritter, anunciado na revista em 1967. O Arquivo para a História dos conceitos publica trabalhos principalmente nas áreas da história da filosofia e história da ciência, tanto europeias quanto não-europeias, dando enfoque para a análise de conceitos de uso comum, que possuem um significado característico para uma época ou cultura, bem como à teoria e metodologia da história dos conceitos. Cada volume contém ensaios e uma bibliografia da literatura histórica recente, sendo as contribuições publicadas em alemão com resumos em inglês.

## Cronologia dos editores
- Vol. 1-10: editado por Erich Rothacker;
- Vol. 11-26: editado por Hans-Georg Gadamer, Joachim Ritter e Karlfried Gründer;
- Vol. 27-34: editado por Hans-Georg Gadamer, Joachim Ritter, Karlfried Gründer e Gunter Scholtz;
- Vol. 35-43: editado por Hans-Georg Gadamer, Karlfried Gründer e Gunter Scholtz;
- Vol. 44-46: editado por Karlfried Gründer, Ulrich Dierse e Gunter Scholtz;
- Vol. 47-48: editado por Christian Bermes, Ulrich Dierse e Christof Rapp;
- Vol. 49-57: editado por Christian Bermes, Ulrich Dierse e Michael Erler.[3]